# Pfastatt
Pfastatt is een gemeente in het Franse departement Haut-Rhin in de regio Grand Est. De gemeente maakt deel uit van het arrondissement Mulhouse en sinds 22 maart 2015 van het kanton Kingersheim. Daarvoor maakte Pfastatt deel uit van het kanton Wittenheim. Pfastatt telde op 1 januari 2022 10.275 inwoners.

## Geografie
De oppervlakte van Pfastatt bedroeg op 1 januari 2022 5,24 vierkante kilometer; de bevolkingsdichtheid was toen 1.960,9 inwoners per km².

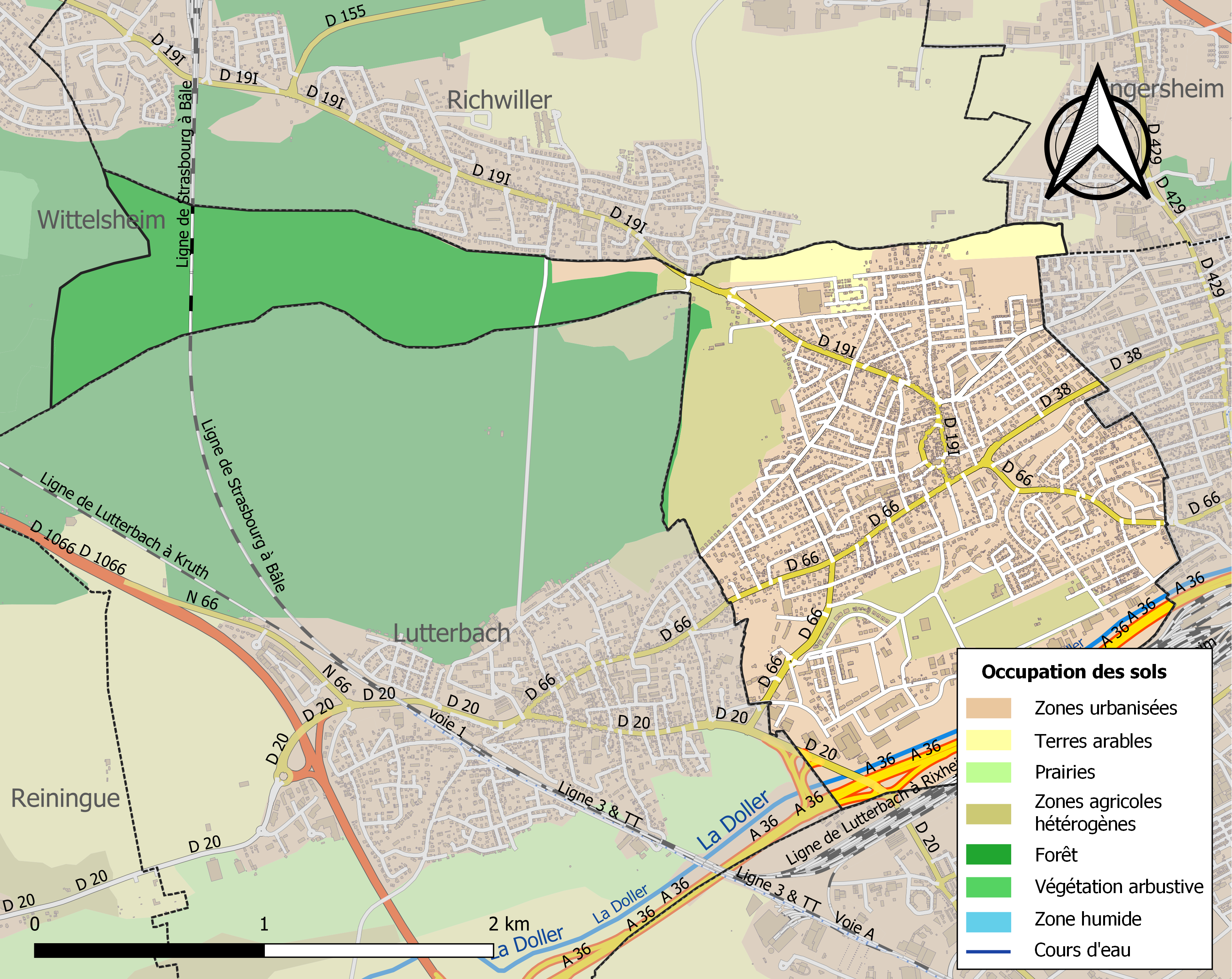
Kaart van de gemeente met de belangrijkste infrastructuur, bodemgebruik en omliggende gemeenten

## Demografie
Onderstaande figuur toont het verloop van het inwonertal (bron: INSEE-tellingen).